# ぞ

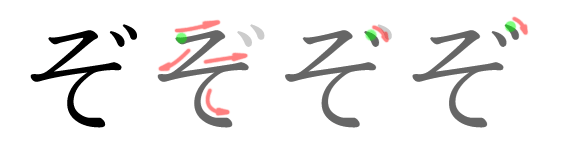
「ぞ」の筆順

「ゾ」の筆順

ぞ、ゾは、仮名のひとつであり、そ、ソに濁点をつけた文字である。日本語の音節のひとつとして用いられ、1モーラを形成する。

## 日本語における発音
- 現代標準語の音韻: 1子音と1母音「お」からなる音。舌の先を上歯茎に近づけて、隙間から声を摩擦させて通すときに出る有声音（有声歯茎摩擦音）。または、いったん舌を上歯茎に付けて、離すときに、狭い隙間を作って摩擦した音を出す有声音（有声歯茎破擦音）、すなわち「つぉ」の子音の有声音である。それら二つの「ぞ」の発音は、一般に日本語の話者にはほとんど聞き分けられず、意味上の差異はない。
- 発音： ぞ[ヘルプ/ファイル]

## ぞ に関わる諸事項
- 「ぞ」は日本語で強調をする終助詞として使用される。客観的な注意表現としても用いられる。
- 「ぞ」は日本語の古語で強調をする係助詞として使用されていた。